# Turbine
Turbine, Inc. (dříve Turbine Entertainment Software, Second Nature, a původně CyberSpace, Inc.) je americký výrobce[ujasnit] počítačových her, který byl mezi prvními, co začali vytvářet 3D počítačové hry na hrdiny o více hráčích (MMORPG). Společnost založili Johnny Monsarrat, Jeremy Gaffney, Kevin Langevin a Timothy Miller. V roce 2005 pak změnili její jméno na Turbine, Inc. V dubnu roku 2007 společnost Turbine vydala jejich nejnovější MMORPG, The Lord of the Rings Online, který je spolu-publikován společností Midway Games v USA a společností Codemasters v Evropě.
20. dubna 2010 byla společnost zakoupena společností Warner Bros.

## Vydané hry
- Asheron's Call (2. listopadu 1999) – vydáno společností Microsoft a odkoupeno zpět od Microsoftu v prosinci 2003. Hlavní designér Toby Ragaini.
- Asheron's Call: Dark Majesty (1. listopadu 2001)
- Asheron's Call: Throne of Destiny (18. červenec 2005)
- Asheron's Call 2: Fallen Kings (22. listopadu 2002) – vydáno společností Microsoft a ukončeno v prosinci 2005.
- Asheron's Call 2: Legions (4. května 2005)
- Dungeons & Dragons Online (28. února 2006) – vydáno společností Atari.
- The Lord of the Rings Online: Shadows of Angmar (24. dubna 2007) – spolu-vydáno společností Midway Games ve Spojených státech, společností Codemasters v Evropě, společností Tecmo v Japonsku a společností CDC Games v Číně.
- The Lord of the Rings Online: Mines of Moria (18. listopadu 2008)
- The Lord of the Rings Online: Siege of Mirkwood (1. prosince 2009)